# Qui est Hussein ?
Qui est Hussein ? (en anglais : Who is Hussain?) est une organisation à but non lucratif (OBNL) qui promeut la prise de conscience de la vie et de l'héritage de Hussein ibn Ali et travaille pour servir l'humanité, principalement par des dons de sang et des abris. Who is Hussain?, fondée en 2012 par un groupe de Londres, en Angleterre, cherche à « faire connaître au monde un homme inspirant qui a vécu il y a quatorze cents ans ». Principalement par le biais de la publicité publique, notamment des affiches dans le métro de Londres, des panneaux d'affichage dans les zones urbaines importantes et des brochures, des volontaires orientent les membres du public vers le site Web de l'organisation. La vision déclarée de l'organisation est de « voir un monde inspiré par la personnalité unique de Hussein : ses actions et sa compassion pour ceux qui l'entourent ».

## Hussein ibn Ali
(juin 2019).
Le contenu est difficilement compréhensible vu les erreurs de traduction, qui sont peut-être dues à l'utilisation d'un logiciel de traduction automatique.
Hussein, fils d'Ali et Fatima et petit-fils du prophète islamique Mahomet, vivait il y a 1 400 ans en Arabie. Il est reconnu comme une figure importante de l'islam, puisqu'il était membre de la famille du prophète Mahomet (Ahl al-bayt) et Ahl al-Kisa, ainsi que le troisième imam chiite. Il est surtout connu pour sa mort à la bataille de Karbala,en dix Mouharram 60 de l'hégire / 25 octobre 679, au cours de laquelle Hussein et ses compagnons combattirent l'armée du calife Yazid. Qui est Hussein ? cite cette bataille comme l'incarnation des plus grandes qualités de Hussein, affirmant que, même si Hussein avait peu ou pas d'espoir de victoire, on espérait que la position ébranlerait la conscience du pays pour combattre l'injustice et l'immoralité que Hussein ressentait en Arabie. Selon Who is Hussain?, la bataille de Karbala a jeté les bases du renversement de la dynastie du calife. 
L'organisation cherche également à mettre en lumière d'autres histoires de la vie de Hussein afin de promouvoir la compassion, l'honneur et l'intégrité. Par exemple, « un exemple célèbre était quand lui et son frère Hassan se souciait sans relâche pour un homme pauvre aveugle ils sont venus sur dans leur ville, malgré les attentes sociales traditionnelles. 

### Eau en bataille de Karbala
L'événement de Karbala est une préoccupation majeure avec la pénurie d'eau, c'est pourquoi l'approvisionnement en eau est fourni sans tenir compte de la race ou de la religion. L'organisation a fait don de 30 000 bouteilles d'eau à la Croix-Rouge à Flint, Michigan, lors de la Crise sanitaire de Flint liée à la contamination d'eau au début de 2016[réf. souhaitée]. Un mouvement similaire a également été organisée en Inde au niveau local avec la motivation que Hussein se présente comme un exemple hors du temps pour tous, indépendamment de leur foi ou de couleur. Reproduisant la tradition de l'approvisionnement en eau, l'équipe de bénévoles pour présenter leur campagne a distribué les bouteilles d'eau étiquetée avec des informations sur Hussein ibn Ali à Seattle, Washington, États-Unis.

## Site web
Le site de Who is Hussain? (Whoishussain.org) est la principale plate-forme du groupe pour partager le message d'Hussein ibn Ali, qui explique toute l'histoire de la vie d'Hussein, explique en détail comment participer à la promotion de la campagne, des citations célèbres d'Hussein et comment demande du paquet d'informations. 
Lors de son lancement en 2012, le site Web a été largement partagé sur Facebook et Twitter. Depuis son lancement en décembre 2012, le site Web a été consulté plus de 100 000 fois dans plus de 30 pays.

## Présence globale
Au fil du temps, l’organisation a commencé à acquérir une reconnaissance internationale. En 2013, Who is Hussain? a commencé à accumuler des représentants mondiaux. Ces représentants sont des ambassadeurs locaux de l'organisation qui ont deux objectifs: (le premier) l'organisation de la publicité locale faisant la promotion de Who is Hussain? et en particulier de son site Web, et (deuxième) l'organisation de manifestations de bonne volonté et d'événements caritatifs en l'honneur de et inspirés par Hussein ibn Ali. Parmi les exemples de ces initiatives, citons les collectes de dons de sang, la collecte de produits alimentaires pour les sans-abri, et les collectes de vêtements d'hiver pour les personnes âgées. 
En décembre 2014, Who is Hussain? comptait 68 représentants dans des villes du monde entier. Chaque représentant communique périodiquement avec l’équipe du centre de Londres. Les représentants couvrent des villes des cinq continents, notamment Chicago, Ottawa, Sydney, Adélaïde, Birmingham, Karachi, Stockholm, Le Cap et Christchurch. 

## Campaign du #TeamGiveBack
En novembre 2014, Who is Hussain? a lancé une campagne intitulée "#TeamGiveBack". Le but de la campagne était de dialoguer avec le public sur les médias sociaux pour identifier la manière dont Hussein ibn Ali les avait inspirés. Le public a été invité à faire un don au Iraq Relief Fund (l'Irak étant le site du sanctuaire de Hussein). Qui est Hussein ? a encouragé les individus à «redonner» à la communauté. Divers représentants ont été organisés par les représentants mondiaux de Who is Hussain?, notamment le don de trousses de soins aux sans-abri et des collectes de sang.